# Bolus (pigment)
Bolus je minerální pigment s velmi jemnou zrnitostí používaná nejčastěji jako malířský podkladový nátěr. Jako bolusový je obecně označován jakýkoli červený podklad obrazů.
Nejběžnější je červený bolus (rudka, poliment, červený okr, terra rossa), bohatý na oxidy železa. Zbarvení od světlejší žluté přes okrovou až ke tmavohnědé je určováno relativním podílem železa nebo manganu. Po smíšení s organickým pojivem – bílkem nebo klihem – byl užíván pod označením poliment jako podklad zlacení na deskových obrazech a sochách od období gotiky. Od 16. století bolus sloužil také k podmalbě obrazů, zejména v nizozemském malířství.
Recept na přípravu polimentu z bolusové hlinky:
- 3 kg bolusu
- 50 g práškového grafitu
- 45 g benátského mýdla (s olivovým olejem)
- 25 g včelího vosku
- 20 g mastku
- 10 g vorvaního tuku

Tzv. Arménský bolus je považován za nejkvalitnější hlinku užívanou v knižní malbě.
Ve starověku byl užíván k výrobě keramiky (s bolusem označována jako Böttgerova kamenina). Ložiska bolusu se nacházejí v Německu, Itálii, Arménii a na ostrovech Lemnu (Terra Lemia) a Samos (Terra Samia).
Bílý bolus (bolus alba, porcelánová hlinka, kaolin) je užíván v keramice nebo se z něj připravuje klihová barva k podmalbě obrazů a polychromovaných soch. Odstín určuje obsah hořčíku. Jeho ložiska jsou v Norsku, v Čechách a na Moravě.